# Crna Draga
Crna Draga – wieś w Chorwacji, w żupanii karlowackiej, w gminie Lasinja. W 2011 roku liczyła 136 mieszkańców.